# Авторское право и смежные нормативные акты о правах 2003
Авторское право и смежные права 2003 правила — нормативно-правовые акты Великобритании, включающие требования Директивы 2001/29/EC Европейского парламента и Совета от 22 мая 2001 г. о гармонизации некоторых аспектов авторского права и смежных прав в информационном обществе, известной как директива ЕС об авторском праве, в правовую систему Великобритании. Её основными элементами являются модификации Закона 1988 года об авторском праве и патентах с незначительными последующими изменениями.
Данные нормативные акты модифицируют концепцию вещания и радиовещания, с тем чтобы учесть развитие интернета; ограничивать
деяния, которые разрешены без нарушения авторских прав и представляют новые средства защиты и обеспечения соблюдения авторских прав и прав исполнителей.
В ноябре 2004 года Великобритания была осуждена Судом ЕС за невыполнение директивы по авторскому праву на территории Гибралтара.

## Трансляции
Регулирование 4 содержится новое определение понятия «трансляция» в разделе 6 Закона 1988 года как
электронная передача визуальных изображений, звуков или другой информации, которая—
(в) передаётся на одновременный приём для представителей общественности и способна быть законно получена ими, или
(б) передаётся одновременно исключительно лицом, осуществляющим передачу презентация для представителей общественности,
Передача данных через интернет, если они не передаются одновременно с другими средствами вещания, одновременно с «живым» событием или передаются в определённые моменты времени определяется исключительно лицом, оказывающим услуги.
Новое определение трансляции включает в себя старые определения трансляции и «кабельные программы» (с. 7 закона 1988 года). Однако
есть отдельное определение кабельной программы в виде существующего различия в датах на которые авторское право становится доступным:
1 января 1995 года — для кабельной программы, 1 июня 1956 года — для трансляций с предыдущим определением.

## Сообщение для всеобщего сведения
Предыдущее «нарушение организациями эфирного или включение в программу кабельного канала» (с. 20 из закона 1988 года) заменяется
новым — «посягательство на сообщение для всеобщего сведения» (рег. 6). Это положение включает в себя вещание (согласно новому определению) и делает произведение доступным для всеобщего сведения путём электронной передачи. Исполнение права также нарушено, если оно
становится доступным общественности без его согласия (рег; 7; новый s. 182CA из закона 1988 года).

## Исключения из авторского права
Честное использование для целей исследований или образования (с. 29 из закона 1988 года) было ограничено тем, что оно разрешается только для некоммерческих целей (рег. 9). Подобное ограничение было наложено на копирование библиотеками (СС. 38, 39, 43 из закона 1988 года; рег. 14) или хранителями народных песен (с. 61 о законе 1988 года; рег. 16) для третьих лиц. Наблюдение или исследование функционирования компьютерной программы было изъято из компетенции добросовестного действия " (рег. 9). Добросовестность для целей критики, комментариев или новостей допускается только в отношении опубликованных произведений (рег. 10).
Разрешенное использование без авторской лицензии материалов для использования в учебных целях (СС. 32, 35, 36 из закона 1988 года) ограничено некоммерческими целями (уставы. 11-13). Постановление 18 удаляет разрешение на использование третьим лицам (например, за пределами ди-джеи) для воспроизведения звукозаписей для целей некоммерческого клуба или общества (с. 67 закона 1988 года). Исключение для публичного показа или воспроизведения трансляции музыки (ы. 72 закона 1988 года) было также разрешено.

## Технические меры
Закон 1988 года создал новые права в отношении произведений, охраняемых авторским правом, к которым относится защита от копирования. Это право применимо для:
- любого человека, выдающего копии произведения публике;
- владельца авторского права на произведение или его исключительного лицензиата;
- владельца любого права интеллектуальной собственности в техническом устройстве или меры, или его исключительного лицензиата.
- в отношении защищённых компьютерных программ, человек, который «производит для продажи или аренды, импортирует, распространяет, продает или дает на прокат, предлагает или выставляет для продажи или на прокат, рекламирует для продажи или аренды или имеет в своем распоряжении для коммерческих целей» любыми средствами «единственным предназначением которого является содействие несанкционированного удаления или обхода технических устройств» или, кто публикует информацию, предназначенную для включения или помощь другим в удаление или обход технических устройств (новый s. 296 о законе 1988 года).

Новый раздел 296ZC позволяет использовать ордера на обыск и конфискацию в отношении правонарушений. Новый раздел 296ZE создал правовую защиту по жалобе на государственного секретаря, если техническое устройство или мера мешает человеку или группе людей осуществлять работу, разрешённую законом с точки зрения работы. Государственный секретарь также может выдать постановление для владельца авторского права принимать такие меры, которые необходимы для того, чтобы было разрешено действовать.

## Информации об управлении правами
Новый п. 296ZG закона 1988 года создал новые права в отношении электронной информации, касающейся управлением правами метаданных. Это право нарушено, если:
- человек сознательно удаляет электронное управление авторскими правами на информацию, которая связана с копией охраняемого авторским правом произведения или появляется в связи с сообщением для всеобщего авторского произведения;
- человек сознательно распространяет или доводит до всеобщего сведения экземпляры произведения, с которых электронная информация об управлении правами была удалена.

## Защите авторского права и права исполнителя
Нарушение авторского права или права исполнителя, сделавшее произведение доступным для всеобщего сведения в ходе бизнеса является уголовным преступлением (рег. 26; Новый s. 107(2А) закона 1988 года).
Правообладатель может получить предписание в отношении поставщика услуг Интернета (провайдера) нарушившего авторские права или права исполнителя.
Постановление 28 продлило право предъявить иск о нарушении авторских прав на неисключительные лицензии. Неисключительные лицензиаты должны иметь те же права и средства правовой защиты, как и владельцы авторских прав какого либо действия.

## Продолжительность защиты
Авторское право на звукозапись истекает:
- в конце периода в пятьдесят лет от конца календарного года, в котором запись сделана или
- по истечении периода, когда запись была опубликована, с прошествия пятидесяти лет от конца календарного года, в котором она была впервые опубликована, или
- если в течение этого периода запись не опубликована, но сделана доступной для всеобщего сведения путём публичного воспроизводения или доведения до сведения общественности, после пятидесяти лет от конца календарного года, в котором она была впервые доступна.

## Примечание
1. ↑  Implementation of the directive 2001/29/EC of the European Parliament and the Council of 22 May 2001 on the harmonization of certain aspects of copyright and related rights in the Information Society. Association of European Performers’ Organisations. Дата обращения: 9 сентября 2012. Архивировано из оригинала 4 ноября 2012 года.